# Sint-Hermesbasiliek
De Basiliek van Sint-Hermes is een laatgotisch kerkgebouw. Het bevindt zich in Ronse, in de provincie Oost-Vlaanderen in België.

## Geschiedenis
In 860 kende de kloostergemeenschap in Ronse een eerste bloeiperiode met de komst van de relieken van Sint-Hermes. Vooral vanaf de 11de eeuw ontwikkelde zich overal in West-Europa een sterke reliekencultus. De kanunniken uit Ronse ontdekten algauw een interessante specialisatie voor hun patroonheilige: bezetenheid des duivels waaronder ook alle zenuw- en geesteszieken vielen.
Door het ongemeen succes van de bedevaart naar de relieken van de heilige Hermes en daarmee gepaarde rijkdom van het kapittel, werd besloten een ruimere kapittelkerk en bedevaartscrypte te bouwen.
De collegiaalkerk werd opgetrokken op de site van een vroeger preromaans kerkje en kloostercomplex. In 1089 werd de romaanse crypte ingewijd en werden er de relieken van Sint-Hermes ondergebracht. De volledige kerk werd pas in 1129 voltooid en door bisschop Burchard van Kamerijk geconsacreerd. Dit romaans gebouw had af te rekenen met heel wat tekortkomingen en een gebrekkige stabiliteit, wat leidde tot de instorting van de vieringtoren in de 13de eeuw.
In 1424 staken Engelse soldaten Ronse in brand, waarbij de collegiaalkerk volledig in de vlammen opging. Dit was het startsein voor de bouw van de huidige gotische kerk.
De westertoren werd gebouwd in 1425-1426 en de volledige kerk werd opgeleverd in 1526.
Op 19 juli 1559 brandde de hele stad totaal uit en ook van de collegiaalkerk bleef maar weinig meer over. De herstellingen tijdens de volgende jaren waren nog niet voltooid toen de Beeldenstorm in 1566 alles opnieuw kapot sloeg.
Pas met de Spaanse herovering in 1583 en de regering van aartshertogen Albrecht en Isabella (1598-1621) kwam er een zekere heropleving van de kerk. De torenspits dateert uit 1896.
De neogotische glasramen werden tussen 1886 en 1913 door Joseph Casier ontworpen. De kerk bevat verder diverse kunstschatten, zoals schilderijen van Dirck van Baburen, A. Delfosse en Jacques Sturm, en beeldhouwwerk van Baeyens, Aloïs De Beule, De Meulemeester, Ch. Parentani Frères en Bruune en Boremans. Opvallend is verder het schilderij van Paus Cornelius. Het orgel is ontworpen door Pierre Schyven.
De kerk is een beschermd monument sinds 1936. Van 2021 tot begin 2025 werd de basiliek gerestaureerd.

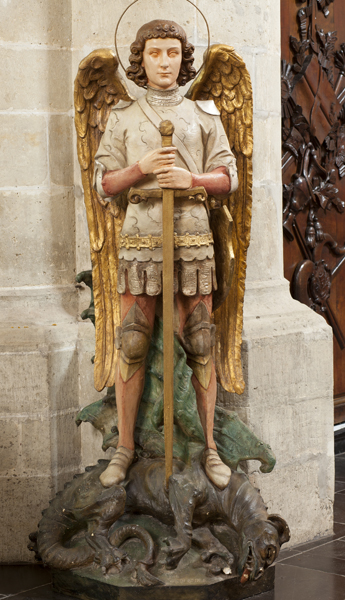
Heilige Michael door Aloïs De Beule
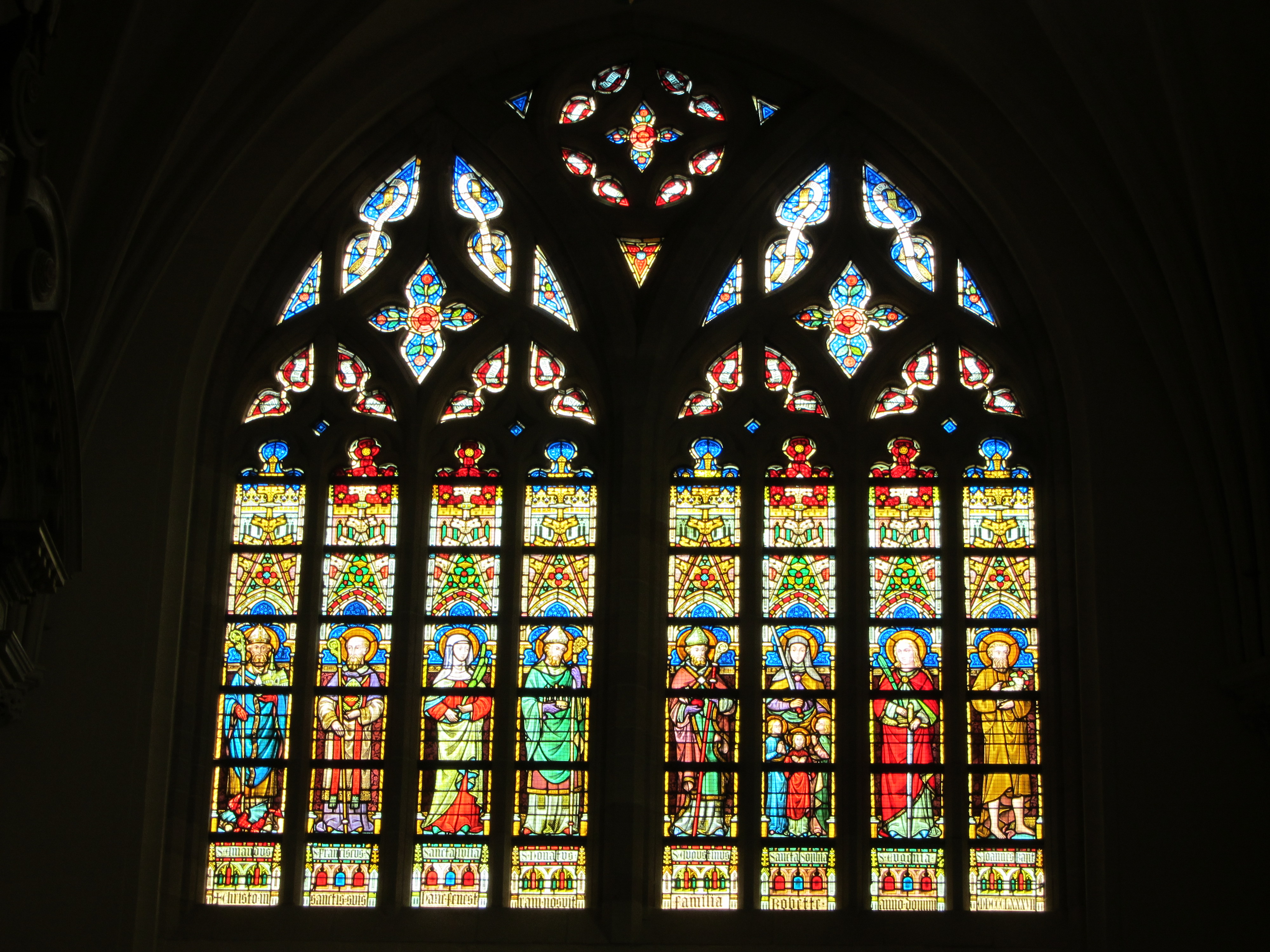
Glasraam door Joseph Casier
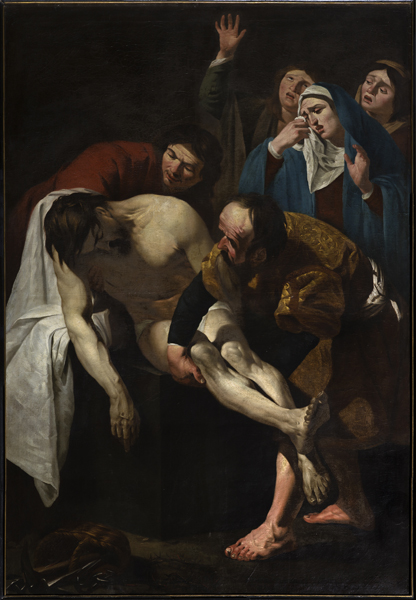
Graflegging door Dirck van Baburen
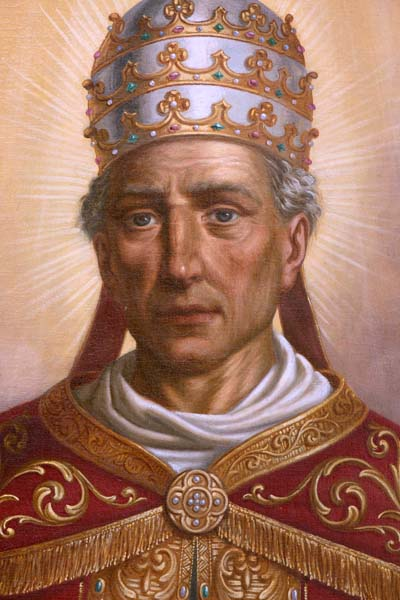
Paus Cornelius

## Basiliek
Op 2 februari 2019 werd de collegiale kerk verheven tot ‘Basilica minor’ of ‘kleinere basiliek', een eretitel voor een rooms-katholiek kerkgebouw met een uitzonderlijke betekenis. De reden van de basiliekverheffing is de aanwezigheid van de relieken van de heilige Hermes (-120) sedert 6 juli 860 en de zogenaamde Fiertelommegang die sinds 1090 gehouden wordt waarbij de relieken rond de stad worden gewandeld. Deze Fiertelommegang is 32 km lang en vindt plaats op Drievuldigheidszondag. Het schrijn, dat de relieken bevat, dateert uit 1584 en het borduursel van 1637. Sint-Hermes wordt vereerd tegen geestesziekten.

## Wapenschild
Het zwaard en de palmtak verwijzen naar de marteldood en overwinning van de heilige Hermes en de geketende duivel naar zijn verering in Ronse tegen de macht van het kwaad.

## Foto's Sint-Hermesbasiliek Ronse

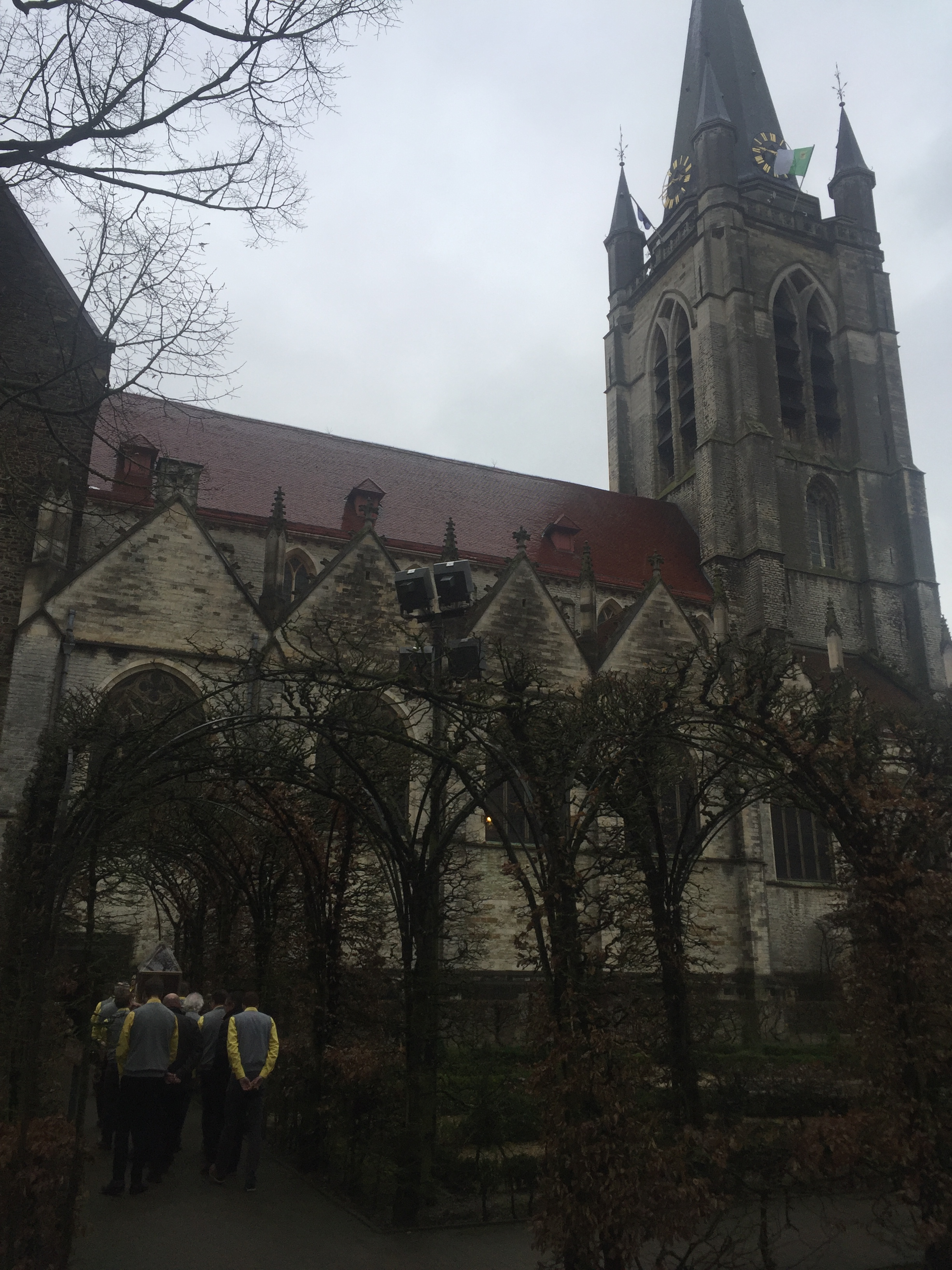
Zijaanzicht Basiliek Sint-Hermes met Fierteldragers en schrijn
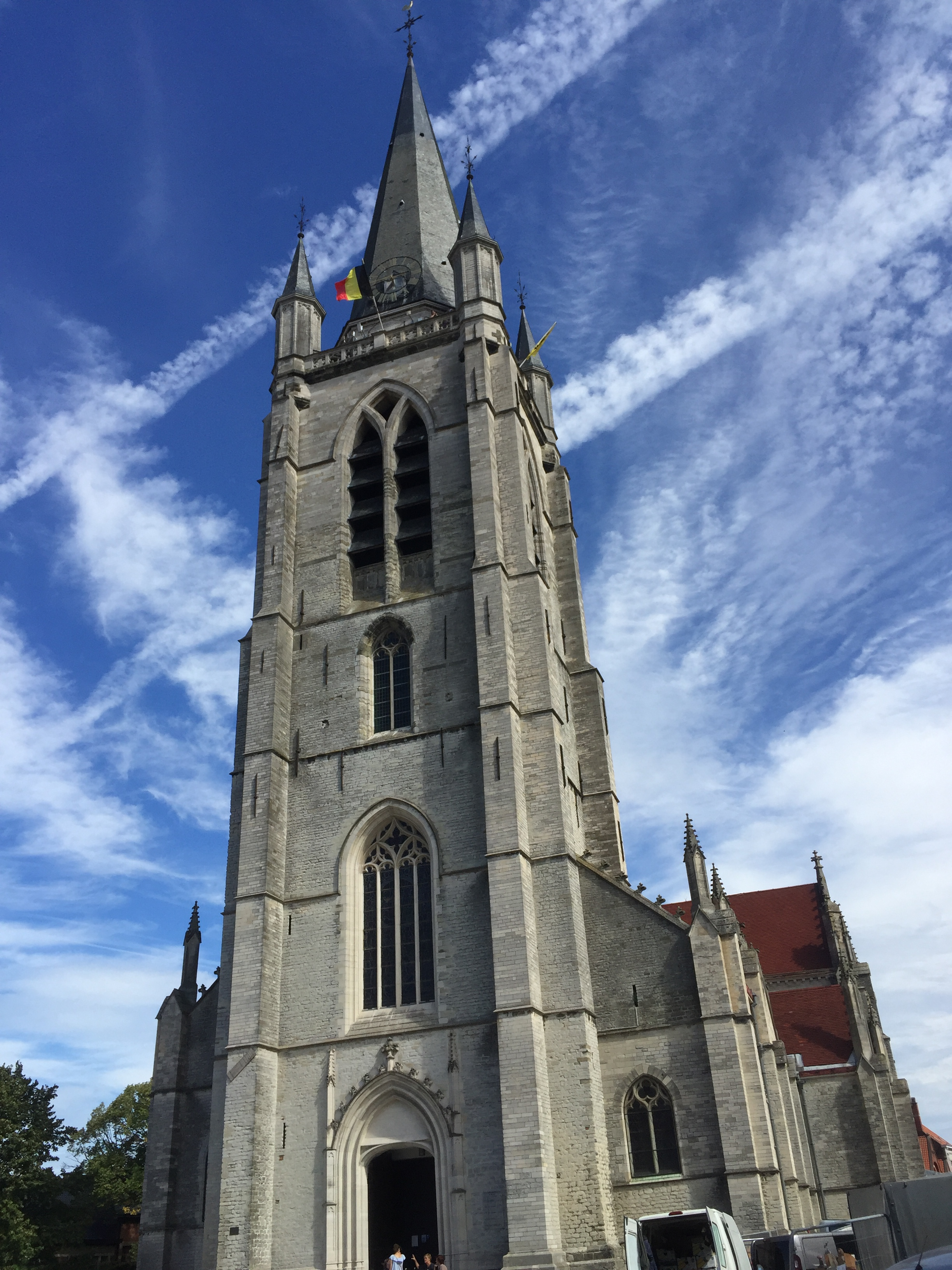
Vooraanzicht Sint-Hermesbasiliek
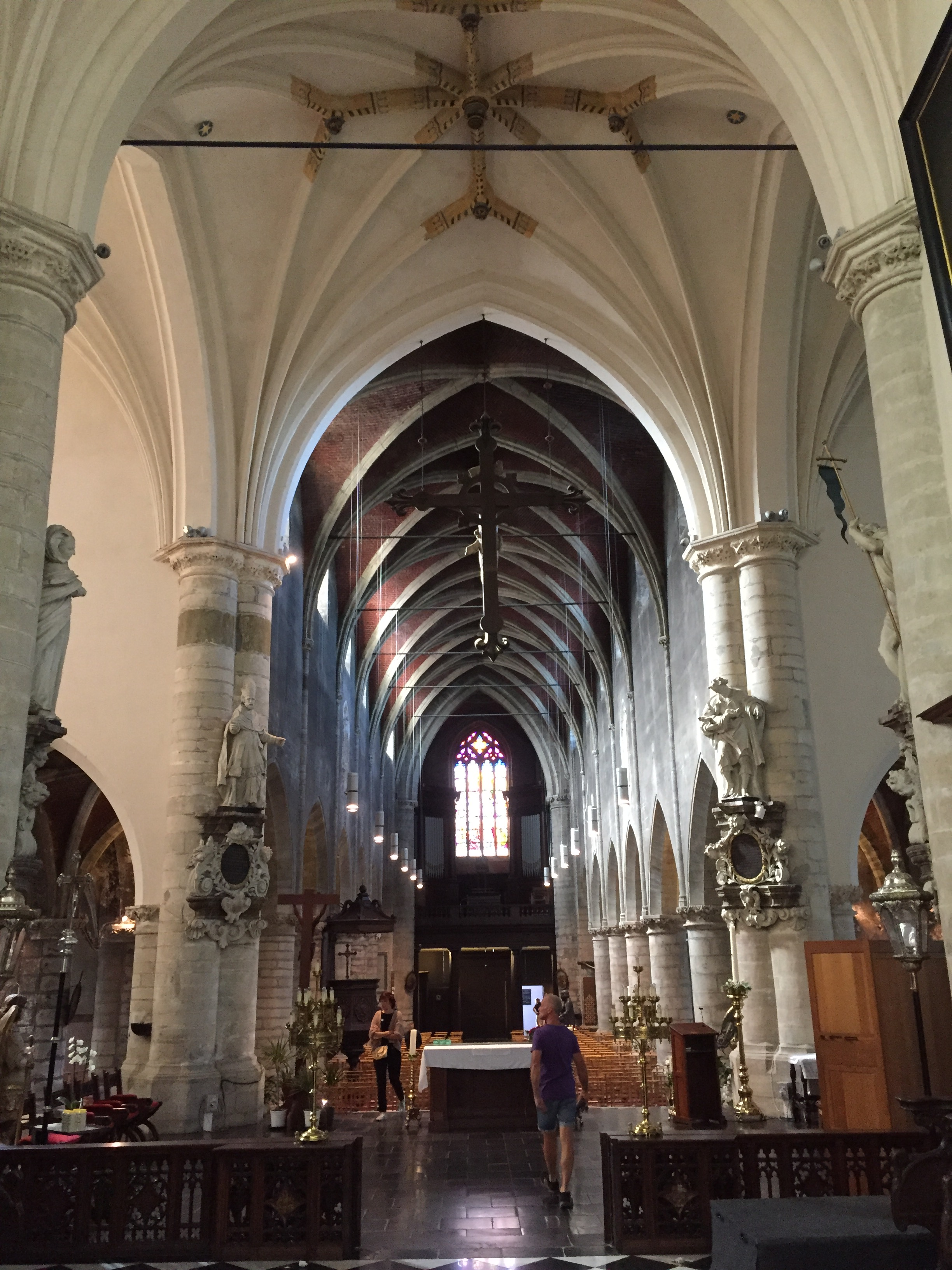
Schip Sint-Hermesbasiliek Ronse vanaf het altaar
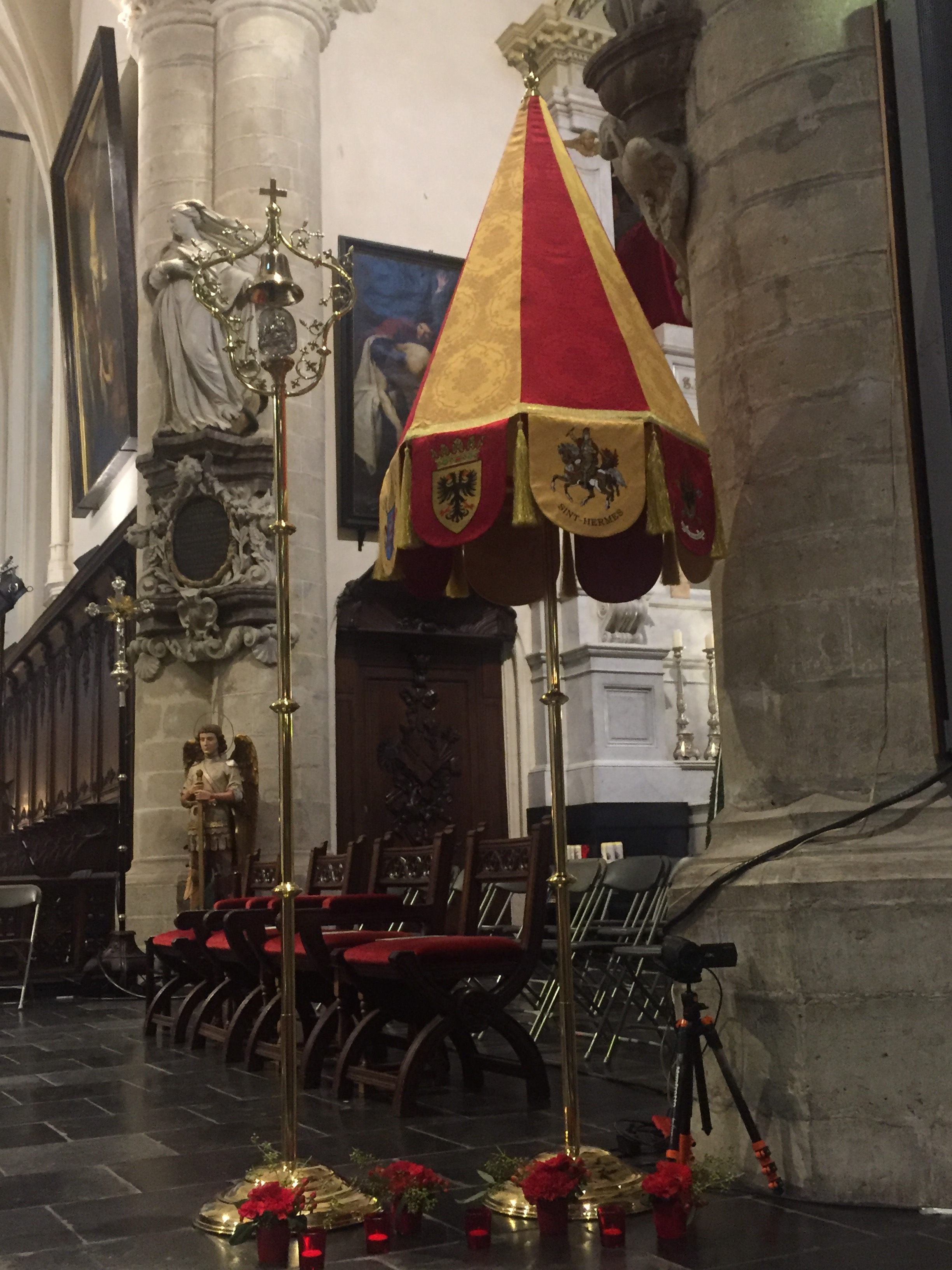
Conopeum en tintinnabulum Sint-Hermesbasiliek Ronse
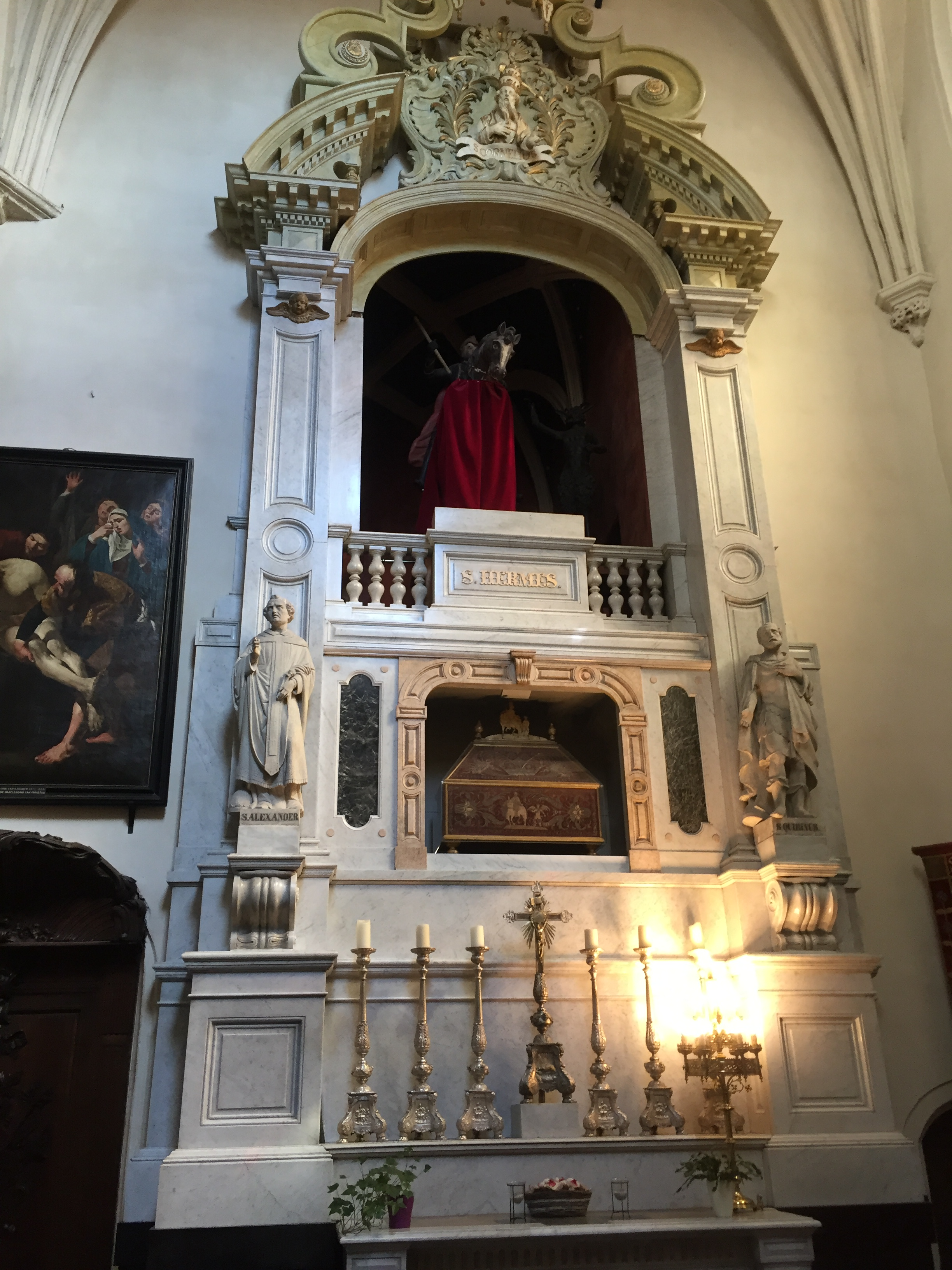
Altaar met schrijn en beeld van Sint-Hermes in Sint-Hermesbasiliek Ronse
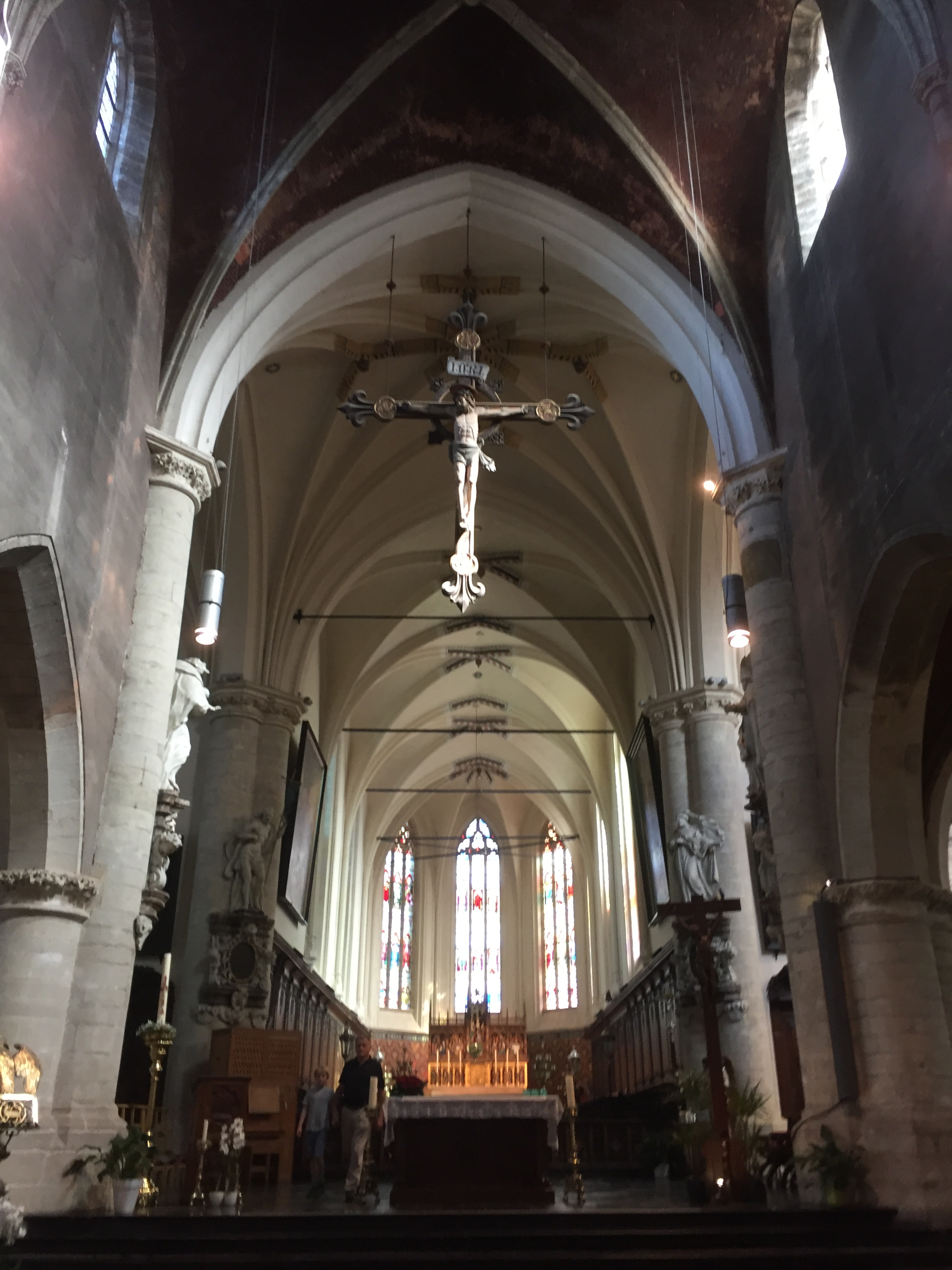
Altaar Sint-Hermes (voor basiliekwijding, daarom afwezigheid Conopeum en Tintinnabulum)
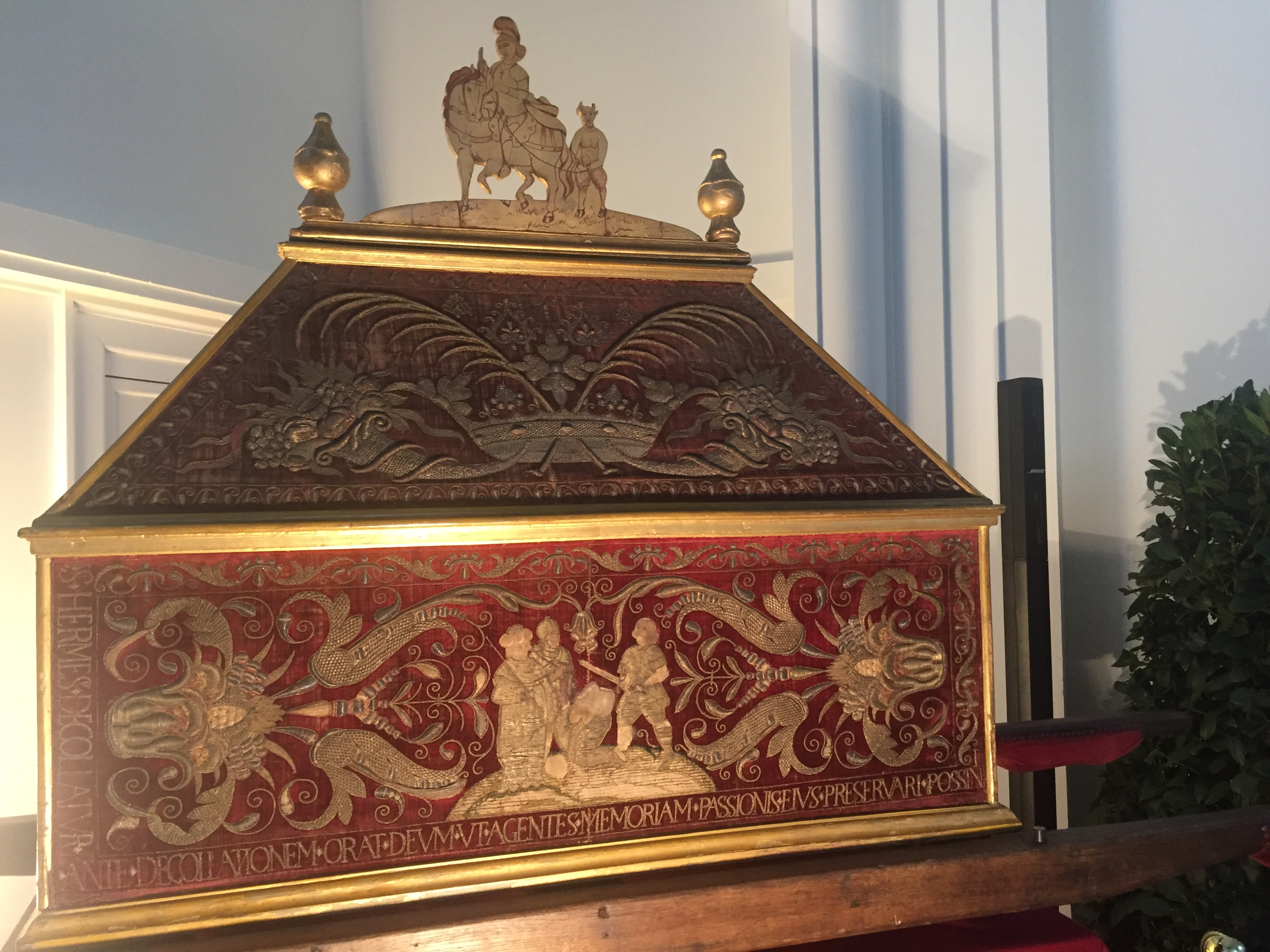
Schrijn met relieken Sint-Hermes Ronse
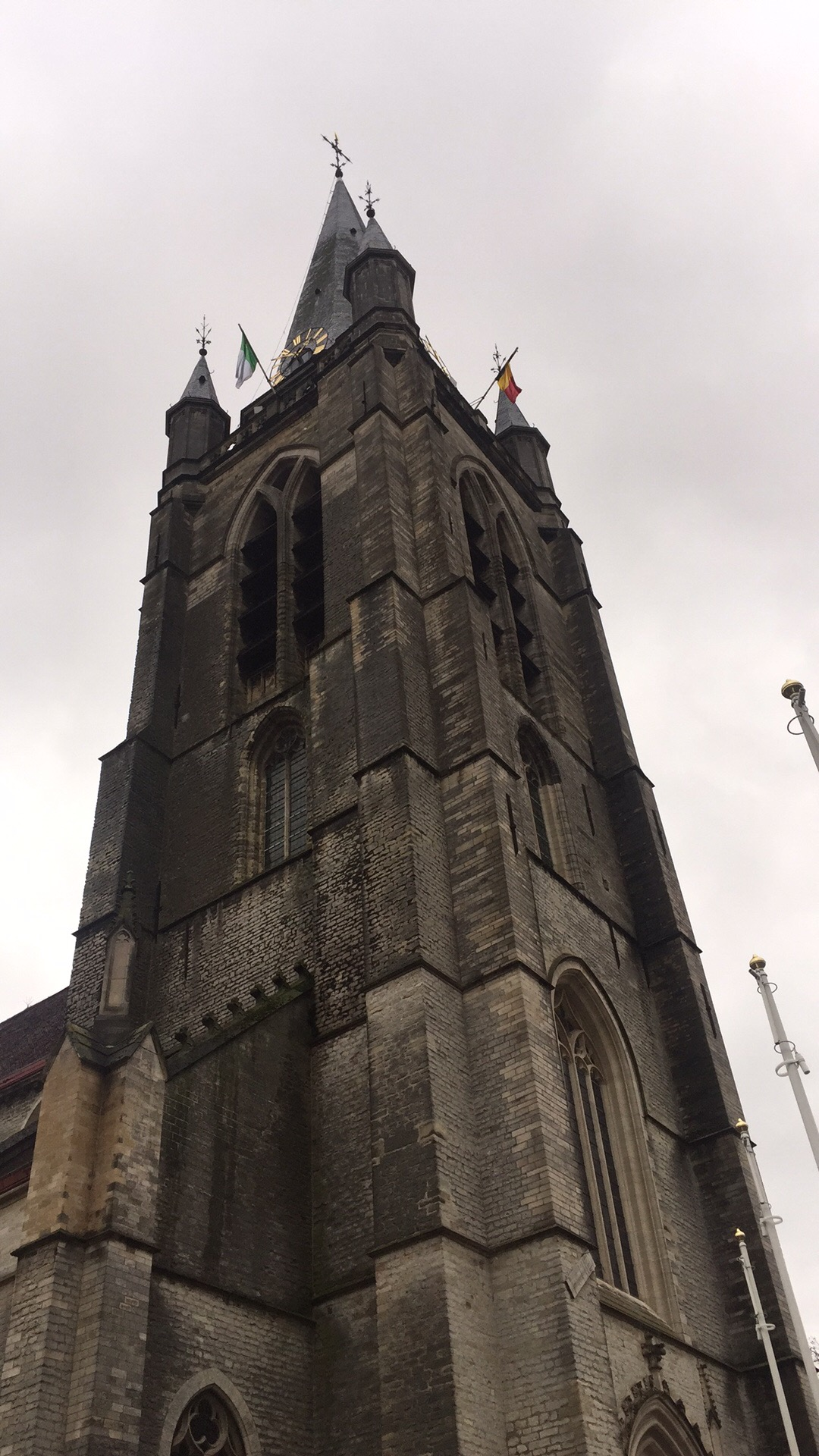
Toren Sint-Hermesbasiliek

## Crypte

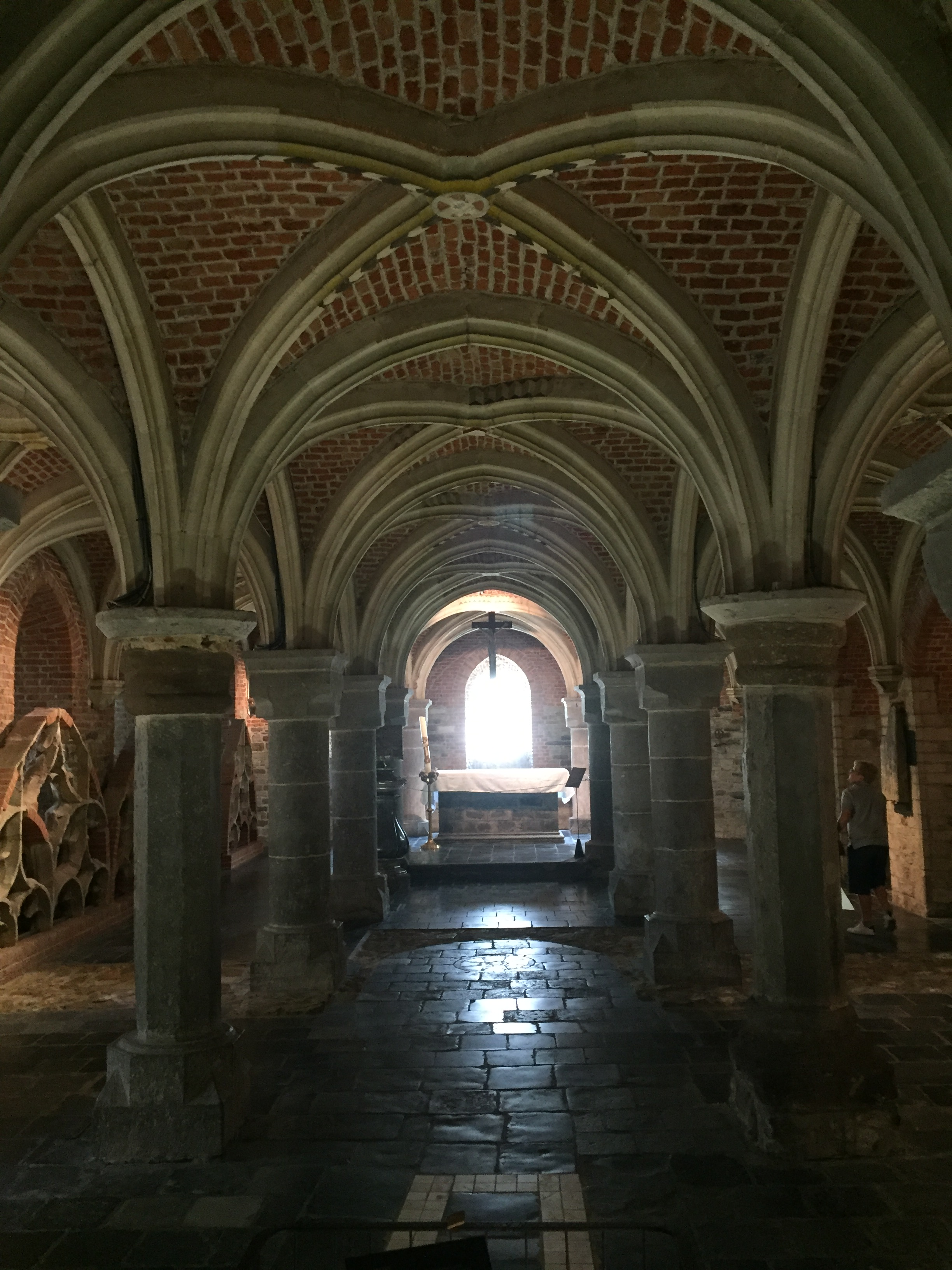
Crypte Sint-Hermes Ronse